# Otón de Cicon
Otón de Cicon fue un noble franco y barón de Caristo en la isla de Eubea (Negroponte) en la Grecia medieval.
Otón era el hijo de Jacques de Cicon y Sibila de la Roche, la hermana del primer duque de Atenas, Otón de la Roche. Después de la muerte de Jacques, el señorío de Cicon (ubicado en la zona de Vanclans) pasó a Ponce, el hermano de Otón, mientras que el propio Otón fue a Grecia, donde para 1250 se convirtió en barón de Caristo en el extremo sur de Eubea. En la guerra de sucesión eubeota, se puso del lado del príncipe de Acaya Guillermo II de Villehardouin, y armó una galera para apoyarlo.
En 1261, después de la reconquista de Constantinopla por los griegos bizantinos del Imperio de Nicea, el fugitivo emperador latino Balduino II llegó a Eubea. Allí Otón le prestó 5.000 hiperpirones de oro, que después Balduino pagaría con el brazo derecho de San Juan el Bautista, con el que Jesucristo fue bautizado. Otón lo envió a la abadía de Císter en su natal Borgoña en 1263. Nada más se sabe de Otón después de eso. Parece haber estado casado con Agnese Ghisi, hermana (o media hermana) de Geremia y Andrea Ghisi, y tuvo al menos un hijo, Guidotto, que fue hecho prisionero por Licario, un renegado italiano al servicio de los bizantinos, cuando este último capturó Caristo alrededor de 1277.